# Paupérisation
 (décembre 2019).
Si vous disposez d'ouvrages ou d'articles de référence ou si vous connaissez des sites web de qualité traitant du thème abordé ici, merci de compléter l'article en donnant les références utiles à sa vérifiabilité et en les liant à la section « Notes et références ».

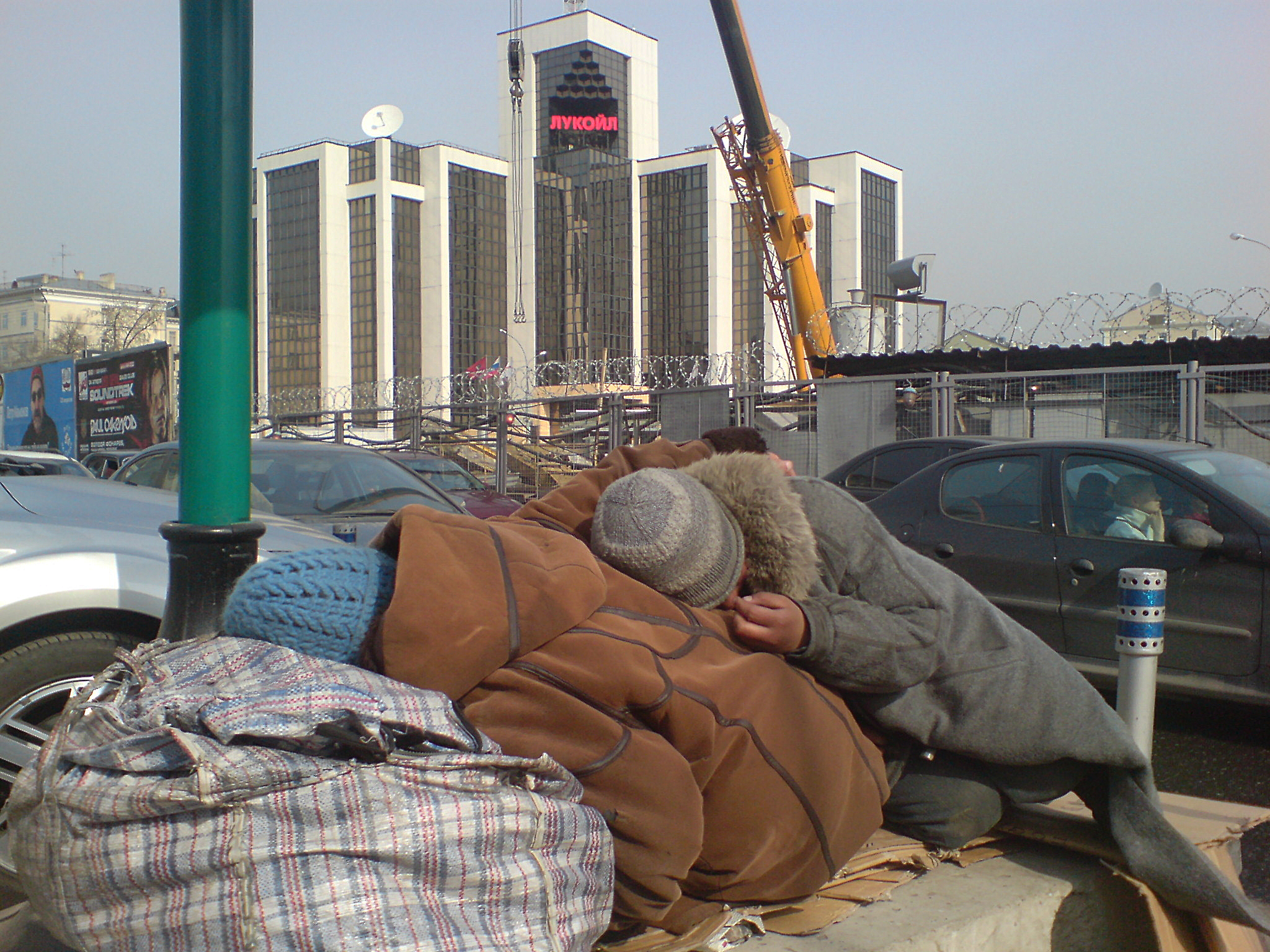
Des indigents dormant près du siège de Lukoil à Moscou

La paupérisation (du latin pauper, pauvre) est l'appauvrissement continu d'un individu ou d'un groupe d'individus, et parfois d'un type de population, par exemple, une classe sociale comparativement à la société dans son ensemble. Il peut être employé pour qualifier une politique économique ou un modèle de société, ayant pour conséquence de renforcer la précarité des conditions de vie des personnes les plus défavorisées.

## Histoire
Historiquement, le terme est apparu en Angleterre, puis en France sous la monarchie de Juillet, dans la première moitié du XIXe siècle, alors que les conditions de vie de la classe ouvrière se détérioraient sous l'effet de l'exode rural et des conditions de vie toujours plus difficiles, liées aux prémices de la révolution industrielle (Conditions de travail).
Karl Marx dénonce la paupérisation comme un processus d'économie politique induit par le capitalisme industriel. Il distingue deux types de paupérisation : la paupérisation relative et la paupérisation absolue.

## Importance sociale
La paupérisation peut toucher une population active (classes moyennes, ouvriers qui travaillent par exemple ou encore, le plus fréquent, le tiers état) et l'amener à se sentir exclue d'une société ou à être victime d'exclusion sociale. Le chômage prolongé peut conduire à la paupérisation.

## Sens commercial
La paupérisation, au sens commercial pour les entreprises, est l'acte de rendre obsolète le produit de la concurrence par rapport au marché.